# Municipio de Wykeham
El municipio de Wykeham (en inglés: Wykeham Township) es un municipio ubicado en el condado de Todd en el estado estadounidense de Minnesota. En el año 2010 tenía una población de 409 habitantes y una densidad poblacional de 4,52 personas por km².En el censo de 2020 tenía una población de 405 habitantes.

## Geografía
El municipio de Wykeham se encuentra ubicado en las coordenadas 46°9′25″N 95°4′45″O / 46.15694, -95.07917. Según la Oficina del Censo de los Estados Unidos, el municipio tiene una superficie total de 90.39 km², de la cual 90,01 km² corresponden a tierra firme y (0,42 %) 0,38 km² es agua.

## Demografía
Según el censo de 2010, había 409 personas residiendo en el municipio de Wykeham. La densidad de población era de 4,52 hab./km². De los 409 habitantes, el municipio de Wykeham estaba compuesto por el 95,6 % blancos, el 0,24 % eran amerindios, el 1,22 % eran asiáticos, el 0,49 % eran de otras razas y el 2,44 % eran de una mezcla de razas. Del total de la población el 2,93 % eran hispanos o latinos de cualquier raza.
En el municipio, la población estaba distribuida de la siguiente manera: el 28,2 % tenía menos de 18 años, el 8,0 % tenía entre 18 y 24 años, el 27,5 % tenía entre 25 y 44 años, el 25,5 % tenía entre 45 y 64 años, y el 10,8 % tenía 65 años o más. La mediana de edad era de 38 años. Por cada 100 mujeres, había 109,6 hombres. Por cada 100 mujeres mayores de 18 años, había 114,4 hombres.